# コロンビア交響楽団
コロンビア交響楽団（コロンビアこうきょうがくだん、コロムビア交響楽団、Columbia Symphony Orchestra）は、1950年代から1960年代にかけて、アメリカのコロンビア・レコードのレコード録音のために編成されたオーケストラの名称である。単一の団体として独自の活動は行わない。その実体も、レコーディング・セッションの度に臨時編成されたアンサンブルであったり、契約上の都合による既存のオーケストラの変名（俗にいう「覆面オーケストラ」）であったりしており、単一のものではない。中でも特に知られているのは、ブルーノ・ワルターのステレオ録音にクレジットされたオーケストラである。

## ニューヨークにおける録音専門臨時編成のオーケストラ
1950年代から1960年代にかけて、コロンビア・レコード社の関連会社コロンビア・マスターワークス社によってニューヨークで編成されたオーケストラは、ニューヨーク・フィルハーモニック、メトロポリタン歌劇場ならびにNBC交響楽団の楽団員をフリーランス奏者として雇用したものであった。このようなアンサンブルによる録音には、ブルーノ・ワルターが1954年から1956年にかけてニューヨークで行ったモノーラル録音、1960年代のレナード・バーンスタインによるガーシュウィン『ラプソディー・イン・ブルー』などがある。

## クリーヴランド管弦楽団の変名
コロンビア傘下のエピック・レコード（Epic）で、ジョージ・セル指揮のコロンビア交響楽団とクレジットされている録音がある（ロベール・カサドシュ、ルドルフ・ゼルキンなどとの協奏曲録音）。クリーヴランドでの録音の場合、実態はセルの手兵であったクリーヴランド管弦楽団であり、ニューヨークでの録音ではニューヨーク・フィルハーモニックなどからのピックアップメンバーによる臨時編成のオーケストラ、あるいはニューヨーク・フィルハーモニックそのものと言われる。変名を使っているのは、セルがエピック・レコードとの契約期間中（1955年から1964年）にコロンビアレコードの専属ソリストと共演する場合に限られる。

## カリフォルニアにおけるワルターのステレオ録音
1957年から開始されたブルーノ・ワルターのステレオ録音のためのアンサンブルはその性質を異にしていた。コロンビア・レコード社の経営陣はカリフォルニア州ビバリーヒルズにおいて半ば引退生活を送っていたワルターに、一連のレパートリーのステレオによる再録音するように売り込みをかける。コロンビアはステレオ録音は革命的な新技術であり、過去ワルターの行ってきた活動も含め、これまでのモノーラル録音は市場から完全に駆逐されるであろう、そして同社はワルターの芸術をこの最新技術で後世に残すべく、特別編成のオーケストラを組織する用意があると説得した。ワルターはこの提案に乗り、西海岸のフリーランス奏者（当時はハリウッド映画の全盛期で、ロサンジェルスには映画音楽を演奏するための有能なミュージシャンが多く集まっていた）でのオーケストラ編成にその人選から関与したという。
この説得は、フルトヴェングラーやトスカニーニ、ワルター自身のモノラル録音が半世紀以上を経てなお多数発売され続けていることからみても半ば誤っていたが、ワルターのステレオ録音がかなり後年まで歴史的遺産としてではなく現役のスタンダード・チョイスとして通用していた（現在でもなお曲によってはワルター盤を第一に押す意見も見られる）点では、半ば歴史を見通していた。
ハリウッドの映画ミュージシャンはクラシック音楽を演奏するための自主的団体グレンデール交響楽団を組織していたため、ワルターのコロンビア交響楽団は実質上はこのグレンデール交響楽団と構成員などが重複する部分が多かった。「ワルターのコロンビア交響楽団はグレンデール交響楽団の変名である」といわれることがあるのは、こうした事情によるものである。
- グレンデールはロサンジェルス郊外の小都市。グレンデール交響楽団の指導者であり音楽監督であったのは、クラシック音楽のポピュラー名曲の編曲や演奏で著名であったカーメン・ドラゴン。グレンデール交響楽団は、レコード会社によってRCAビクター交響楽団、ハリウッド・ボウル交響楽団、キャピトル交響楽団の変名で録音する場合も多かった[2]。

一方、宇野功芳はコロンビア交響楽団について「このオーケストラはロスアンジェルス・フィルの楽員を中心に、ハリウッド在住の団員五十名足らずで編成されたもので、晩年のワルターの録音用に使われた小さいオーケストラである。」と、上記とは異なることを述べている。
ちなみに、ワルター初のステレオ録音は、1957年2月18日にニューヨーク・フィルハーモニックなどとカーネギー・ホールにて録音されたマーラーの交響曲第2番の第4・5楽章であったが（この録音は、翌年の2月に1～3楽章が同じ楽団、場所にて録音されて、同年8月頃にワルター初のステレオ・レコードとして2枚組で発売された）、コロンビア交響楽団としてのステレオ録音プロジェクトは、1958年1月のベートーヴェン交響曲全曲録音からスタートした。録音においては、ワルターの健康状態に鑑み、2日続けてレコーディングは行わないこと、1日2時間を超えないことなどの条件でセッションが行われたという。このオーケストラによって、ベートーヴェンおよびブラームスの交響曲全集、モーツァルトの後期交響曲や序曲、マーラーやブルックナーなどの録音が残された。
臨時編成オーケストラでアンサンブルの点では難があること、特に中後期ロマン派作品では編成の小ささがネックとなること、また、既に第一線を退いていたワルターの体力・気力も衰えていたことなどから、全盛期のモノーラル録音の演奏を評価する評論家なども多いが、それでもワルターの師マーラーの交響曲第1番や得意としていたモーツァルトの交響曲、ベートーヴェンの交響曲第6番『田園』やシューベルトの交響曲第8(9)番『ザ・グレート』のように高い評価を得ている演奏もある。元がコロンビア首脳陣の商業主義的発想からとはいえ、結果としてはワルターの貴重な遺産を残すことになった。ワルターとコロンビア交響楽団の録音は、1961年3月29日と31日に行われたモーツァルトのオペラ『フィガロの結婚』『魔笛』の序曲などの4曲が最後となった。

## ワルターのステレオ録音での例外
ワルターのステレオ録音の中でも、ベートーヴェンの交響曲第9番（および、同時に録音された『コリオラン』序曲）では、独唱者や合唱団をビヴァリーヒルズまで呼べないという理由から、第4楽章だけ東海岸でレコーディングを行っており、演奏している「コロンビア交響楽団」はニューヨーク・フィルハーモニックのメンバーを主体としたものであった。このため第1楽章から第3楽章までと第4楽章では、同じ「コロンビア交響楽団」でもまったく違うメンバーが演奏を行っている。ワルター自身は「『第9』は第4楽章にいたってまったく異なった音楽に昇華したのであり、オーケストラが異なるのはむしろ望ましいくらいだ」と語っている（ただし、このワルター盤以外に第4楽章だけを別のオーケストラで録音した例はほとんどない）。

## ストラヴィンスキーの自作自演盤
その他、1950年代から1960年代にかけて大作曲家ストラヴィンスキーが録音した自作自演盤（ストラヴィンスキーは主要な自作のほとんどを録音している）の大半が「コロンビア交響楽団」とクレジットされている。それらの「コロンビア交響楽団」には、録音地が「カリフォルニア州ハリウッド」とされるもの（ストラヴィンスキーは当時はカリフォルニア在住だった）と「ニューヨーク」とされるものの2種類があり、両者は同じ「コロンビア交響楽団」という名前であっても違ったオーケストラであることが自明である。
- ストラヴィンスキーのニューヨークのコロンビア交響楽団：これは前項の通り「ニューヨークにおける録音専門臨時編成のオーケストラ」であった。
- ストラヴィンスキーのハリウッドのコロンビア交響楽団：これは「ワルターのコロンビア交響楽団」と時期的および地域的に重なっていることから、「ワルターのコロンビア交響楽団」と同じくグレンデール交響楽団のメンバーを主体とするオーケストラであったと考えられている。